# 艾讷库尔
艾讷库尔（法語：Haynecourt，法語發音：[ɛnkuʁ]）是法国上法蘭西大區北部省的一个市镇，属于康布雷区。

## 地理
艾讷库尔（50°12'42"N, 3°9'41"E）面积5.92 平方千米，位于法国上法蘭西大區北部省，该省份为法国最北部的省份及最长的省份，西北濒北海，西接加来海峡省，南至埃纳省和索姆省，东与比利时接壤。
与艾讷库尔接壤的市镇（或旧市镇、城区）包括：埃皮努瓦、桑库尔、马基永、索希莱斯特雷、布尔隆、拉扬库尔-圣奥勒、萨伊莱康布雷。

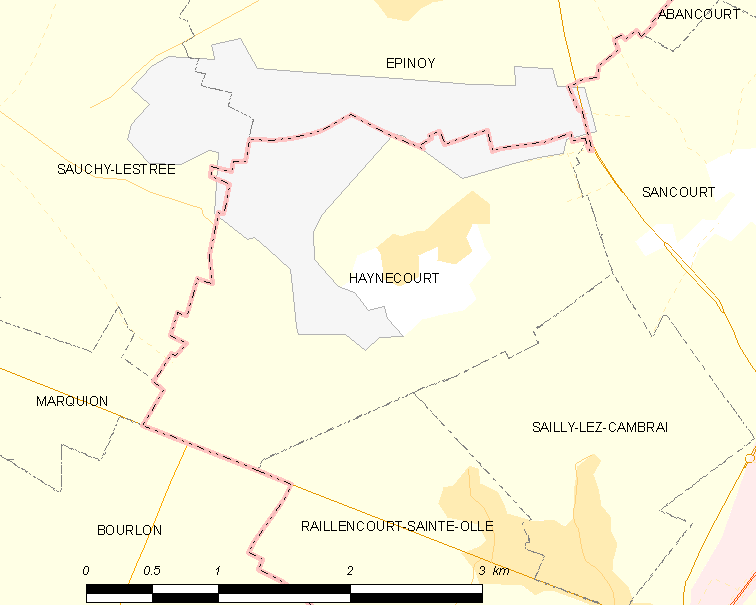
艾讷库尔的OSM定位图

艾讷库尔的时区为UTC+01:00、UTC+02:00（夏令时）。

## 行政
艾讷库尔的邮政编码为59268，INSEE市镇编码为59294。

## 政治
艾讷库尔所属的省级选区为康布雷县。

## 人口

1962-2008年间艾讷库尔人口变化图示

艾讷库尔于2022年1月1日时的人口数量为305人。